# 永遠の一秒 (田村直美の曲)
「永遠の一秒」（えいえんのいちびょう）は、田村直美の3枚目のシングル。

## 内容
アルバム『Excellent』先行シングル。初のオリコン週間10位入りとなった。三貴の「銀座ジュエリー・マキ・カメリアダイヤモンド」コマーシャル・ソングに使用された。後に、石川寛門がアルバム『Unknown things』にて、セルフカバーしている。

## 収録曲
1. 永遠の一秒
作詞：田村直美　作曲：田村直美・石川寛門　編曲：ジョーイ・カーボーン・鷹羽仁
2. 真夏の雨
作詞：田村直美　作曲：田村直美・石川寛門　編曲：ジョーイ・カーボーン・鷹羽仁
3. 永遠の一秒 (inst.)
4. 真夏の雨 (inst.)

## 収録アルバム
- Excellent（#1,2のみ、1994年9月21日）
- GOLDEN☆BEST 田村直美（#1,2のみ、2004年9月8日）

| スタブアイコン | サブスタブ | この項目は、まだ閲覧者の調べものの参照としては役立たない、シングルに関連した書きかけの項目です。この項目を加筆・訂正などしてくださる協力者を求めています（P:音楽/PJ:楽曲）。 |